# Giovanna Troldi
Giovanna Troldi (Dolo, 31 ottobre 1968) è un'ex ciclista su strada e pistard italiana.
Professionista dal 1999 al 2003 e poi ancora nel 2007, vinse tre volte i campionati italiani a cronometro.
Fece parte della spedizione azzurra ai campionati del mondo su strada di Zolder nel 2002, partecipando alla prova a cronometro (concluse ventunesima).

## Palmarès

### Strada
- 2000

Gran Premio GFM Meccanica
- 2002

Campionati italiani, Prova a cronometro
1ª tappa Eko Tour Dookola Polski
- 2003

Campionati italiani, Prova a cronometro
- 2004

Campionati italiani, Prova a cronometro
Trofeo della Versilia
Gran Premio Città di Castenaso
- 2007

4ª tappa, 2ª semitappa, Emakumeen Bira

### Pista
- 2003

Campionati italiani, Inseguimento individuale
Campionati italiani, Scratch
- 2004

Campionati italiani, Inseguimento individuale

## Piazzamenti

### Grandi Giri
- Giro Donne

2000: 26ª
2003: ?

### Competizioni mondiali
- Campionati del mondo su strada

Zolder 2002 - Cronometro: 21ª